# Bairdia formosa
Bairdia formosa är en kräftdjursart. Bairdia formosa ingår i släktet Bairdia och familjen Bairdiidae. Inga underarter finns listade.